# Providence Steamrollers 1946-1947
La stagione 1946-47 dei Providence Steamrollers fu la 1ª nella BAA per la franchigia.
I Providence Steamrollers arrivarono quarti nella Eastern Division con un record di 28-32, non qualificandosi per i play-off.

## Arrivi/partenze

### Scambi
| 26 gennaio 1947 | ai Providence SteamrollersHank Rosenstein | ai New York Knicksdenaro |

### Mercato

#### Acquisti
| Giocatore           | Firmato           | Provenienza     |
| Jake Weber          | stagione in corso | New York Knicks |
| Hank Rosenstein     | stagione in corso | New York Knicks |
| Elmore Morgenthaler | stagione in corso | -               |

## Roster
| N°  | Naz.                   | Ruolo | Sportivo            | Anno | Alt. | Peso |
| --- | ---------------------- | ----- | ------------------- | ---- | ---- | ---- |
| 3   | Stati Uniti (bandiera) | G     | Ernie Calverley     | 1924 | 178  | 66   |
| 4   | Stati Uniti (bandiera) | G     | Dino Martin         | 1920 | 173  | 73   |
| 5   | Stati Uniti (bandiera) | G     | George Pastushok    | 1922 | 185  | 88   |
| 5   | Stati Uniti (bandiera) | A     | Lou Spicer          | 1922 | 188  | 88   |
| 5-9 | Stati Uniti (bandiera) | C     | Jake Weber          | 1918 | 198  | 102  |
| 6   | Stati Uniti (bandiera) | AC    | Hank Beenders       | 1916 | 198  | 84   |
| 7   | Stati Uniti (bandiera) | G     | Tom Callahan        | 1921 | 185  | 82   |
| 7   | Stati Uniti (bandiera) | C     | Elmore Morgenthaler | 1922 | 206  | 104  |
| 8   | Stati Uniti (bandiera) | A     | Red Dehnert         | 1924 | 191  | 79   |
| 8   | Stati Uniti (bandiera) | A     | Hank Rosenstein     | 1920 | 193  | 84   |
| 9   | Stati Uniti (bandiera) | G     | Ken Keller          | 1922 | 185  | 82   |
| 10  | Stati Uniti (bandiera) | A     | George Mearns       | 1922 | 191  | 79   |
| 11  | Stati Uniti (bandiera) | AC    | Pop Goodwin         | 1920 | 188  | 92   |
| 12  | Stati Uniti (bandiera) | GA    | Earl Shannon        | 1921 | 180  | 77   |
| 14  | Stati Uniti (bandiera) | A     | Armand Cure         | 1919 | 183  | 90   |
| 14  | Stati Uniti (bandiera) | G     | Woody Grimshaw      | 1919 | 185  | 84   |
| 15  | Stati Uniti (bandiera) | A     | Bob Shea            | 1924 | 188  | 88   |

## Staff tecnico
- Allenatore: Robert Morris